# Mabel Cahill
Mabel Esmonde Cahill, född 2 april 1863 i Ballyragget i County Kilkenny i Irland, död 1 januari 1905 i Irland, var en irländsk högerhänt tennisspelare.
Mabel Cahill upptogs 1976 i International Tennis Hall of Fame.

## Tenniskarriären
Mabel Cahill är den första utlänning som vunnit damsingeltiteln i Amerikanska mästerskapen som vid tiden spelades på gräsbanorna vid Chestnut Hill i Philadelphia. Det var 1891 som Mabel Cahill först besegrade Grace Roosevelt i finalen i All Comers Round (6-3, 7-5) och sedan dennas syster Ellen Roosevelt i slutfinalen (Challenge Round) med siffrorna 6-4, 6-1, 4-6, 6-3. Året dessförinnan, 1890, hade Ellen Roosevelt i sin tur i samma turnering på sin väg till slutfinal besegrat Mabel Cahill.
I 1892 års turnering behöll Cahill singeltiteln genom finalseger över Elisabeth Moore (5-7, 6-3, 6-4, 4-6, 6-2). Mixed dubbeltiteln i Amerikanska mästerskapen vann hon 1892 tillsammans med Clarence Hobart.

## Spelaren och personen
Föga är känt om Mabel Cahill som person, men hon vistades tillfälligt i USA i början av 1890-talet, då hon var medlem i New York Tennis Club. Hon återvände senare till Irland, där hon avled i början av 1900-talet, troligen 1904 eller 1905.

## Grand Slam-titlar
- Amerikanska mästerskapen
  - Singel - 1891, 1892
  - Dubbel - 1891, 1892
  - Mixed dubbel - 1892